# Alberico Evani
Alberico Evani, oftmals fälschlicherweise auch Alberigo Evani (* 1. Januar 1963 in Massa, Italien), ist ein ehemaliger italienischer Fußballspieler und heutiger -trainer.

## Spielerkarriere

### Im Verein
Alberico Evani begann seine Fußballerkarriere in der Jugendabteilung des AC Mailand. Am 11. Oktober 1981 gab er im Alter von 18 Jahren bei der Partie gegen den FC Bologna unter Luigi Radice als Linksverteidiger sein Serie-A-Debüt für die Rossoneri, für die er bereits in der vorangegangenen Saison in der Serie B eine Partie absolviert hatte. Nach dem direkten Wiederabstieg war Evani 1982/83 in der Serie B bereits Stammkraft, absolvierte 35 der 38 Spiele und schaffte mit Milan erneut den Aufstieg.
In den folgenden Jahren war der AC Mailand die erfolgreichste Vereinsmannschaft der Welt und Alberico Evani stets Stammkraft, auch wenn sich seine Position mit der Ankunft Arrigo Sacchis und dem Debüt von Paolo Maldini von der linken Abwehr- auf die linke Mittelfeldseite verschob. In der Saison 1987/88 gewann Evani unter Sacchi seine erste italienische Meisterschaft, 1989 und 1990 folgte der Gewinn des Europapokals der Landesmeister sowie jeweils der des Europäischen Supercup und des Weltpokals.
Mit der Verpflichtung von Fabio Capello als Milan-Coach wurde Evani im zentralen Mittelfeld eingesetzt. 1991/92 und 1992/93 gewann er unter dem friulischen Trainer seine Scudetti Nummer zwei und drei.
Im Sommer 1993 wechselte Alberico Evani 30-jährig zu Sampdoria Genua, wo er vier Spielzeiten lang unter Vertrag stand. Mit Samp gewann er 1993/94 unter Sven-Göran Eriksson die Coppa Italia, in der Serie A war man jedoch kein Titelanwärter. Von September bis Dezember 1997 spielte Evani für die AC Reggiana, danach für die US Carrarese in der Serie C1, wo er im Mai 1998 seine aktive Karriere beendete.

### In der Nationalmannschaft
Sein früherer Vereinstrainer Arrigo Sacchi berief Alberico Evani 1991 erstmals in die italienische Nationalmannschaft, für die er am 21. Dezember 1991 beim 2:0-Sieg gegen Zypern sein Debüt feierte.
1994 berief ihn Sacchi auch in den italienischen Kader für die Weltmeisterschaft in den USA, wo er zwei Spiele bestritt und mit den Azzurri bis ins Finale vorstieß, in dem man sich Brasilien mit 2:3 nach Elfmeterschießen geschlagen geben musste.
Das letzte seiner insgesamt 15 Länderspiele für die Squadra Azzurra absolvierte Evani 8. Oktober 1994 beim 2:0 in Estland.

## Trainerkarriere
Alberico Evani trainierte die Jugendmannschaft der Altersstufe Allievi Nazionali des AC Mailand, mit der er 2006/07 Italienischer Meister wurde und später die Primavera des Mailänder Vereins. In der Saison 2009/10 war er Cheftrainer des san-marinesischen Klubs San Marino Calcio in der Lega Pro Seconda Divisione.
Ab 2010 folgten mehrere Trainerstationen beim italienischen Verband. Evani wurde 2010 zunächst Co-Trainer der U19-Auswahl, bevor er selbst die U18-Mannschaft übernahm. Von 2011 bis 2013 fungierte er in Personalunion als Trainer der U18- und U19-Mannschaft. Von 2013 bis 2017 trainierte er die U20-Auswahl, ehe er Co-Trainer der A-Nationalmannschaft wurde. Sein Vorgänger Paolo Vanoli wechselte zum von Antonio Conte trainierten FC Chelsea, weshalb ihn Gian Piero Ventura zur Squadra Azzurra holte. Nach dem Verpassen der WM und Venutras Freistellung wurde Luigi Di Biagio interimsweise Cheftrainer, sodass Evani ihn ebenfalls interimsweise als Trainer der U21-Mannschaft vertrat. Auch nach der Verpflichtung von Roberto Mancini als neuen Cheftrainer blieb Evani Co-Trainer Italiens.

## Erfolge

### Als Spieler
- Italienischer Meister: 1987/88, 1991/92, 1992/93
- Italienischer Supercupsieger: 1988, 1992, 1993
- Europapokalsieger der Landesmeister: 1988/89, 1989/90
- UEFA-Super-Cup-Sieger: 1989, 1990
- Weltpokalsieger: 1989, 1990
- Italienischer Pokalsieger: 1993/94
- Vize-Weltmeister: 1994

### Als Trainer
- Campionato Italiano Allievi Nazionali: 2006/07
- Dritter der U-20-Weltmeisterschaft: 2017
- Europameister: 2021 (als Co-Trainer)